# Zenon Jaskuła
Zenon Jaskuła (Gorzów Wielkopolski, voivodato de Lebus, 4 de junio de 1962) es un ex ciclista polaco, profesional entre 1990 y 1998, el cual destacaba principalmente en contrarreloj. Su mayor logro como ciclista profesional fue subir al podio del Tour de Francia, tras finalizar 3.º en la edición de 1993 por detrás de Miguel Induráin y el suizo Tony Rominger. Al año siguiente fichó por el equipo Jolly, para ser líder del equipo, pero los resultados no fueron buenos y se marchó en la temporada siguiente.
Otras actuaciones destacadas como profesional incluyen ser 2.º en el Trofeo Baracchi 1990 (junto a Joachim Halupczok), 9.º en la general del Giro de Italia 1991 y 10.º en la del Giro 93, 3.º en la Milán-Turín 1994, 3.º en la Vuelta a Suiza 1995 y 2.º en el Tour de Polonia 1997.
Como amateur, logró una medalla de plata en la prueba de ruta 100 km contrarreloj por equipos en los Juegos Olímpicos de 1988. En el Campeonato del Mundo de 1989 repitió el mismo resultado en la misma categoría.

## Palmarés
1985
- 2.º en el Campeonato de Polonia Contrarreloj

1986
- Settimana Ciclistica Lombarda
- Campeonato de Polonia Contrarreloj

1987
- Campeonato de Polonia Contrarreloj

1988
- Campeonato de Polonia Contrarreloj
- 2.º en el Campeonato olímpico en contrarreloj por equipos

1989
- 2.º en el Campeonato del mundo en contrarreloj por equipos
- 3.º en el Campeonato de Polonia Contrarreloj

1990
- Campeonato de Polonia en Ruta

1992
- 2 etapas del Herald Sun Tour

1993
- 3.º en el Tour de Francia, más 1 etapa
- 1 etapa de la Vuelta a Suiza

1997
- Vuelta a Portugal, más 2 etapas

## Resultados en Grandes Vueltas y Campeonatos del Mundo
| Carrera         | 1990 | 1991 | 1992 | 1993 | 1994 | 1995 | 1996 | 1997 |
| --------------- | ---- | ---- | ---- | ---- | ---- | ---- | ---- | ---- |
| Giro de Italia  | 20.º | 9.º  | 17.º | 10.º | Ab.  | 38.º | 20.º | -    |
| Tour de Francia | -    | -    | Ab.  | 3.º  | -    | 46.º | Ab.  | 59.º |
| Vuelta a España | Ab.  | -    | -    | -    | Ab.  | -    | -    | -    |
| Mundial en Ruta | 24.º | -    | -    | -    | 39.º | 18.º | -    | 62.º |

-: no participa

Ab.: abandono